# Kamionka (gmina w województwie łódzkim)
Kamionka (od 1953 Pątnów) – dawna gmina wiejska istniejąca do 1953 roku w woj. łódzkim. Nazwa gminy pochodzi od wsi Kamionka, lecz siedzibą gminy był Pątnów.
W okresie międzywojennym gmina Kamionka należała do powiatu wieluńskiego w woj. łódzkim. Po wojnie gmina zachowała przynależność administracyjną. Według stanu z dnia 1 lipca 1952 roku gmina składała się z 11 gromad: Dzietrzniki, Grabowa, Grębień, Józefów, Kadłub, Kałuże, Kamionka, Kluski, Pątnów, Popowice i Załęcze Wielkie.
21 września 1953 roku jednostka o nazwie gmina Kamionka została zniesiona przez przemianowanie na gminę Pątnów.